# Беневело
Беневело (итал. Benevello) је насеље у Италији у округу Кунео, региону Пијемонт.
Према процени из 2011. у насељу је живело 213 становника. Насеље се налази на надморској висини од 655 м.

## Становништво
| 1931. | 1936. | 1951. | 1961. | 1971. | 1981. | 1991. | 2001. | 2011. |
| ----- | ----- | ----- | ----- | ----- | ----- | ----- | ----- | ----- |
| 545   | 531   | 489   | 345   | 356   | 366   | 419   | 448   | 457   |